# Campeonato Amateur de Guayaquil 1936
El Campeonato Amateur de Guayaquil de 1936, más conocido como Liga de Guayaquil 1936, fue la 15.ª edición de los torneos amateurs del Guayas y fue organizado por la FEDEGUAYAS.
Durante este torneo se coronaría como campeón del torneo al Daring por segunda ocasión ya que su primer título lo obtendría en el torneo de 1934, aunque lograra ser campeón el cuadro del Daring se desafiliaria de la FEDEGUAYAS al final de la temporada, tras ello el 9 de Octubre equipo que tendría que descender tras terminar en el último puesto del torneo, mantendría la categoría. El subcampeonato lo tendría el Panamá que obtendría su 5° subcampeonato, aparte sería el equipo más goleador del torneo con 24 goles. En cambio el Patria sería el conjunto con la valla más vencida con un total de 25 anotaciones en contra, mientras que el equipo del Español sería el que ascendiera para la siguiente temporada.
El Daring obtendría por segunda vez el título, mientras que el Panamá obtendría su quinto subcampeonato.

## Formato del torneo
La Liga de Guayaquil 1936 se jugó con el formato de una sola etapa y fue de la siguiente manera:
Primera Etapa (Etapa Única)
La Primera Etapa se jugó un todos contra todos en encuentros de solo ida dando un total de 7 fechas en la cual se definirá al campeón e subcampeón de la temporada a los dos equipos de mejor puntaje en caso de igualdad de puntos se lo definiría por gol diferencia.

## Sede
| Guayaquil        |
| ---------------- |
| Municipal        |
| Capacidad: 5 000 |
|                  |

## Equipos participantes
Estos fueron los 7 equipos que participaron en la Liga de Guayaquil de 1936.
| Equipos participantes | Equipos participantes | Equipos participantes | Equipos participantes |
| --------------------- | --------------------- | --------------------- | --------------------- |
| Daring                | LDE(G)                | Panamá                | 9 de Octubre          |
| Italia                | Norte América         | Patria                |                       |

## Única Etapa

### Partidos y resultados
| Fecha 1      | Fecha 1   | Fecha 1          |
| Equipo Local | Resultado | Equipo Visitante |
| ------------ | --------- | ---------------- |
| 9 de Octubre | 2-4       | Panamá           |
| LDE(G)       | 6-3       | Daring           |
| Patria       | 5-3       | Italia           |

| Fecha 2      | Fecha 2   | Fecha 2          |
| Equipo Local | Resultado | Equipo Visitante |
| ------------ | --------- | ---------------- |
| Norteamérica | 1-1       | 9 de Octubre     |
| Patria       | 2-1       | LDE(G)           |
| Panamá       | 1-2       | Daring           |

| Fecha 3      | Fecha 3   | Fecha 3          |
| Equipo Local | Resultado | Equipo Visitante |
| ------------ | --------- | ---------------- |
| Panamá       | 5-2       | Norteamérica     |
| Italia       | 1-0       | LDE(G)           |
| Patria       | 1-0       | 9 de Octubre     |

| Fecha 4      | Fecha 4   | Fecha 4          |
| Equipo Local | Resultado | Equipo Visitante |
| ------------ | --------- | ---------------- |
| 9 de Octubre | 2-2       | Italia           |
| Panamá       | 8-2       | Patria           |
| Daring       | 4-0       | Norteamérica     |

| Fecha 5      | Fecha 5   | Fecha 5          |
| Equipo Local | Resultado | Equipo Visitante |
| ------------ | --------- | ---------------- |
| LDE(G)       | 4-2       | 9 de Octubre     |
| Italia       | 2-3       | Daring           |
| Norteamérica | 6-2       | Patria           |

| Fecha 6      | Fecha 6   | Fecha 6          |
| Equipo Local | Resultado | Equipo Visitante |
| ------------ | --------- | ---------------- |
| Panamá       | 1-2       | Italia           |
| 9 de Octubre | 1-3       | Daring           |
| LDE(G)       | 2-2       | Norteamérica     |